# Emanuel Rosenberg
Emanuel Rosenberg (* 28. November 1872 in Wien, Österreich-Ungarn; † 30. März 1962 in Bogotá) war ein österreichischer Elektroingenieur und Erfinder.

## Leben
Emanuel Rosenberg war ein Sohn des Kaufmanns Moritz Rosenberg und der Therese Bell, die Familie war protestantisch. Er widmete sich nach der Matura dem Elektrotechnikstudium an der Technischen Hochschule Wien, das er 1895 mit dem Erwerb des akademischen Grades eines Dr. techn. abschloss.
Seine berufliche Laufbahn begann Rosenberg als Ingenieur bei der Firma Kremenezky, Mayer & Co., den späteren Österreichischen Schuckert-Werken in Wien. 1900 wechselte Rosenberg als Chefingenieur nach Hannover, von 1907 bis 1914 war er in der Firma Westinghouse in Manchester beschäftigt und wurde bei Kriegsausbruch in verschiedenen Lager interniert. Er heiratete 1908 Mary Robinson, sie hatten zwei Kinder.
1916 kehrte Rosenberg nach einer Tätigkeit in den Niederlanden nach Österreich zurück, wo er von 1917 bis 1938 die Leitung der Elin AG für elektrische Industrie Wien-Weiz innehatte. Nach dem Einmarsch der Nationalsozialisten flüchtete Rosenberg nach Großbritannien, wo ihm erneut die Internierung drohte. Er übersiedelte 1940 nach Kolumbien, wo er 1962 89-jährig verstarb.
Rosenberg – ein Pionier des Elektromaschinenbaus – entwickelte 1904 die nach ihm „Rosenberg-Maschine“ benannte Querfeldmaschine, ein Gleichstromgenerator, welcher insbesondere in der Elektroschweißung Verwendung fand (unter anderem beim Bau der ersten europäischen, vollständig geschweißten Eisenbahnbrücke im Jahr 1928) und den ebenfalls nach ihm benannten „Rosenberg-Dynamo“ für elektrische Zugbeleuchtung und Kinolampen.
Im Jahr 1954 wurde Emanuel Rosenberg in Anerkennung seiner Verdienste auf dem Gebiet der Elektrotechnik mit der Ehrendoktorwürde der Technischen Universität Wien ausgezeichnet.

## Veröffentlichungen
- Anforderungen an Antriebmotoren beim Parallelbetrieb von Wechselstromdynamos. Buchdruckerei August Wilhelm Schade, Berlin 1904.
- Rettung des Leistungsfaktors durch Kurzschlussmotoren. Elin A. G. für elektrische Industrie, Wien-Weiz 1927.
- Der Kurzschlussmotor. Ausgabe 6. Elin A. G. für elektrische Industrie, Wien-Weiz 1928.
- Die Gleichstrom-Querfeldmaschine. Springer Verlag, Berlin 1928.
- Elektrotechnik. Band 1, Ausgabe 8, Verlag von Oskar Leiner, Leipzig 1928.
- Gleichstromdynamo für Lichtbogenschweissung. 2., unveränderte Auflage. Elin A. G. für elektrische Industrie, Wien-Weiz 1928.
- Maschinelle Auftrags- und Nahtschweissung mit elektrischem Lichtbogen. Elin A. G. für elektrische Industrie, Wien-Weiz 1928.
- Fortschritte im Bau von Regulierpol-Querfeldmaschinen. Elin A. G. für elektrische Industrie, Wien-Weiz, Hummerl & Merkel, Leipzig 1929.
- Geschweisste Stahlkonstruktionen im Elektro-Maschinenbau. Elin A. G. für elektrische Industrie, Wien-Weiz 1929.
- Der dritte Teigitschstromerzeuger. Elin A. G. für elektrische Industrie, Wien-Weiz 1930.
- Die Fabrik Weiz der „Elin“-Aktiengesellschaft für elektrische Industrie. Elin A. G. für elektrische Industrie, Wien-Weiz 1930.
- Der Werdegang eines Ingenieurs. Springer Verlag, Wien 1950.